# Rangers de Gorham
Les Rangers de Gorham étaient une des premières unités de rangers levés en Nouvelle-Angleterre afin de combattre les Français.
Selon Stephen Brumwell, la compagnie a été formée en 1744, et opérait en Nouvelle-Écosse.
John Gorham (en) (1709-1751) est l'officier connu pour avoir levé et commandé cette compagnie. Son frère, Joseph Gorham (1725-1790), était son lieutenant dans la compagnie.